# 돼지우리

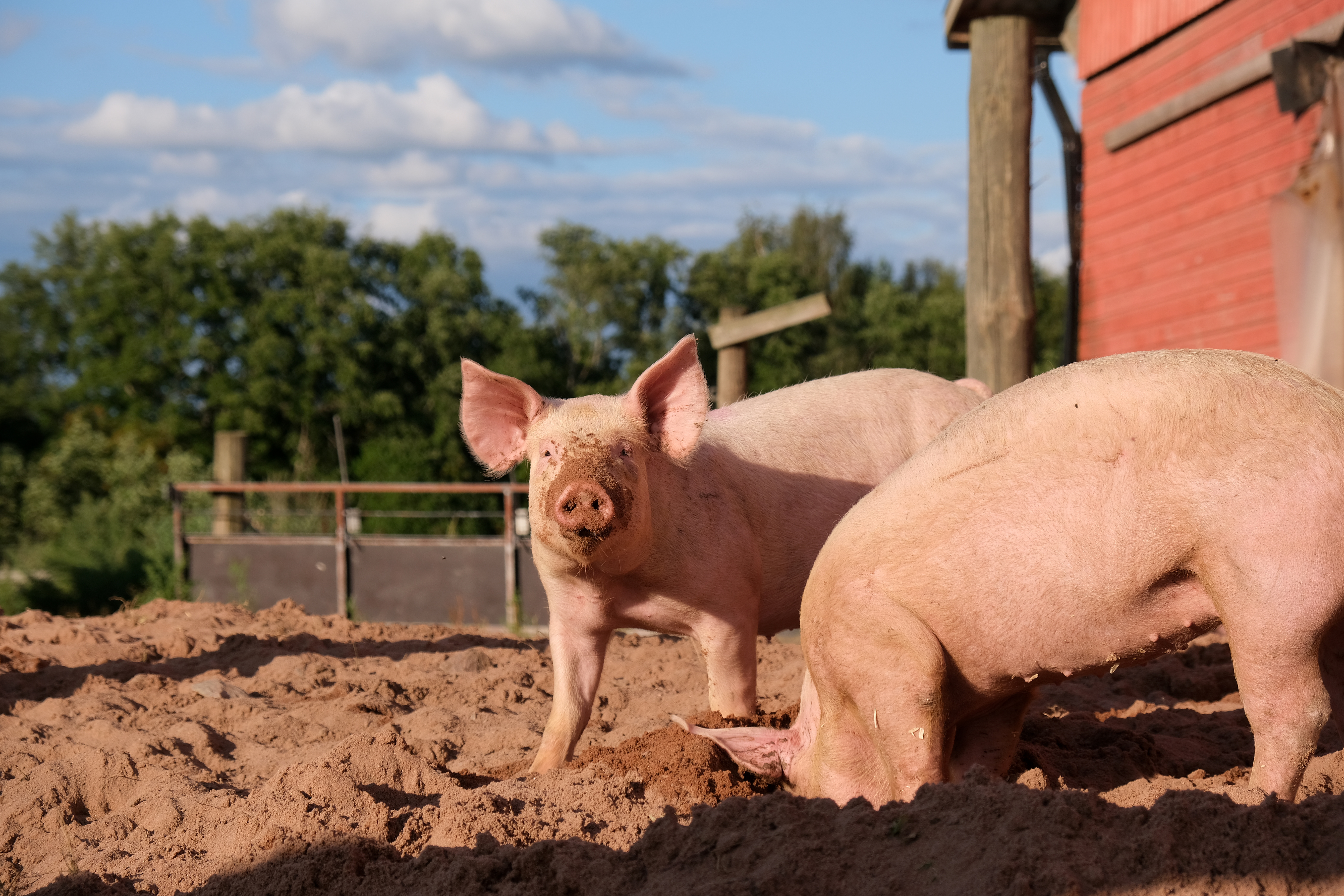
핀란드의 한 돼지우리

돼지우리 또는 양돈장(養豚場)은 집돼지를 가축으로서 기르는 소규모의 실외 우리이다. 보통은 흙과 오물의 울타리친 지역으로 되어있다. 영어로는 sty, pigsty라고 부르며 이는 오물의 지저분한 지역으로서 사용된다.

## 가족 농장 돼지우리

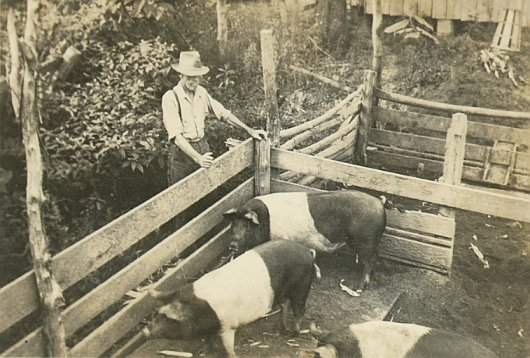
햄프셔돼지가 있는 가족 농장

가족 농장 돼지우리는 1900년대 초 가족 농장에서 볼 수 있던 소규모 돼지 농장 시스템이다. 지금은 뒷뜰에서 양돈을 하고 있다.

## 같이 보기
- 도축장